# Montgomery Creek
Montgomery Creek – jednostka osadnicza w Stanach Zjednoczonych, w stanie Kalifornia, w hrabstwie Shasta.